# Progress 27
Progress 27 (ryska: Прогресс-27) var en sovjetisk obemannad rymdfarkost som levererade förnödenheter, syre, vatten och bränsle till den då sovjetiska rymdstationen Mir. Den sköts upp med en Sojuz-U2-raket, från Kosmodromen i Bajkonur den 16 januari 1987 och dockade med Mir den 18 januari. Vid dockningen var rymdstationen obemannad.
Farkosten lämnade rymdstationen den 23 februari 1987 och brann upp i jordens atmosfär den 25 februari 1987.

### Fotnoter
1. ↑  ”NASA Space Science Data Coordinated Archive” (på engelska). NASA. https://nssdc.gsfc.nasa.gov/nmc/spacecraft/display.action?id=1987-005A. Läst 1 mars 2020.
2. ↑  Manned Astronautics - Figures & Facts Arkiverad 9 oktober 2007 hämtat från the Wayback Machine., läst 15 juli 2016.